# Ambre (album)
Pour les articles homonymes, voir Ambre (homonymie).
Albums de Sylvain Luc
Trio Sud
(2001) Joko
(2006)
Ambre est un disque en solo du guitariste de jazz français Sylvain Luc.
Pour cet album, il utilise la technique du re-recording, ce qui lui permet d'avoir jusqu'à 4 pistes et d'avoir des arrangements riches.

## À propos de l'album
Le répertoire est constitué de quelques standards, d'improvisations libres et de compositions spontanées :  Sylvain Luc est entré en studio sans savoir ce qu'il allait jouer et les morceaux se sont construits au cours de l'enregistrement.
Sylvain Luc utilise des re-recordings sur certains titres. On entend par exemple sur Omenaldi 4 pistes différentes : des percussions effectuées sur la caisse de la guitare, une « basse » (jouée avec une guitare dont les deux cordes graves sont accordées une octave en dessous), une guitare pour l'accompagnement et une pour le thème.
Il utilise des techniques complexes de jeu, comme le tapping (sur Opposite Worlds) ou des harmoniques artificielles sur des accords (sur Folklore Imaginaire (Miss Moustique), à partir de 1:57)
Sur ce disque, Sylvain Luc joue principalement de la guitare électro-acoustique à cordes acier ou nylon. Il joue également de la guitare fretless sur A Child Is Born. Il réaccorde parfois ses guitares en baissant les cordes de mi et la une octave en dessous, ce qui lui permet d'avoir un son de basse, et de garder les 4 cordes aiguës pour jouer des accords en accompagnement, comme sur A Child Is Born.

## Titres
| No  | Titre                                | Musique                                   | Durée |
| --- | ------------------------------------ | ----------------------------------------- | ----- |
| 1.  | A Child Is Born                      | Thad Jones                                | 5:10  |
| 2.  | Gentil Coquelicot                    | Traditionnel, arrangement par Sylvain Luc | 4:47  |
| 3.  | Bakean (Paisiblement)                | Sylvain Luc                               | 5:11  |
| 4.  | Omenaldi (Hommage)                   | Sylvain Luc                               | 3:24  |
| 5.  | Oréade                               | Sylvain Luc                               | 6:52  |
| 6.  | Opposite Worlds                      | Sylvain Luc                               | 3:30  |
| 7.  | Berceuse Basque                      | Traditionnel, arrangement par Sylvain Luc | 5:25  |
| 8.  | All Blues                            | Miles Davis                               | 5:11  |
| 9.  | Ambre                                | Sylvain Luc                               | 4:47  |
| 10. | Folklore Imaginaire (Miss Moustique) | Sylvain Luc                               | 3:54  |
| 11. | Shadow of your Smile                 | Paul Francis Webster, Johnny Mandel       | 5:52  |
| 12. | Warm Colour                          | Sylvain Luc                               | 5:21  |